# キルナ (小惑星)
キルナ (6273 Kiruna) は、小惑星帯に位置する小惑星である。ウプサラ-ヨーロッパ南天天文台小惑星・彗星調査によって発見された。
スウェーデンの北部に位置する都市、キルナに因んで命名された。